# Departamento Meteorológico da Índia
O Departamento Meteorológico da Índia (em inglês: India Meteorological Department; IMD) é uma organização do governo da Índia que é responsável por observações meteorológicas, previsões do tempo e pela detecção de sismos. O IMD é também um Centro Meteorológico Regional Especializado responsável por monitorar ciclones tropicais no Mar Arábico e no Golfo de Bengala. O departamento encontra-se na capital da Índia, Nova Deli.

## Escala de Intensidade de Ciclones Tropicais do Departamento Meteorológico da Índia
Qualquer ciclone tropical que se desenvolva no Oceano Índico Norte entre 100°E e 45°E é monitorado pelo Departamento Meteorológico da Índia (IMD, RSMC Nova Deli). Dentro da região, uma ciclone tropical é definido como sendo uma "Escala ciclônica sinótica não frontal", que se origina sob águas tropicais e subtropicais com convecção organizada e uma circulação definida de vento superficial ciclônico.  A menor classificação oficial usada no Oceano Índico Norte é ade Depressão, que possui velocidades de vento sustentadas de 3 minutos entre 17 nós (31 km/h)-27 nós (50 km/h). Se a Depressão se intensificar ainda mais, então será classificada como uma Depressão Profunda, que possui ventos entre 28 nós (52 km/h)-33 nós (61 km/h). O sistema será classificado como uma Tempestade Ciclônica e receberá um nome pelo DMI, se desenvolver ventanias com velocidades entre 34 nós (63 km/h)-47 nós (87 km/h). Tempestades Ciclônicas Severas são tempestades que têm  velocidades de vento com força de tempestade entre 48 nós (89 km/h)-63 nós (120 km/h), enquanto Tempestades Ciclônicas Muito Severas têm ventos com força de furacão de 64 nós (120 km/h)-89 nós (160 km/h). 
Tempestades Ciclônicas Extremamente Severas têm ventos com força de furacão de 90 nós (170 km/h)-119 nós (220 km/h). A classificação mais alta usada no Oceano Índico Norte é uma Tempestade Super Ciclônica, que tem ventos com força de furacão acima de 120 nós (220 km/h).
Historicamente, um sistema foi classificado como uma depressão se fosse uma área onde a pressão barométrica é baixa em comparação com seus arredores. Outras classificações usadas historicamente incluem: tempestade ciclônica onde os ventos não excedem grau 10 na Escala de Beaufort e um ciclone onde os ventos são de força 11 e 12 na escala de Beaufort. 
Entre 1924 e 1988, os ciclones tropicais foram classificados em quatro categorias: depressão, depressão profunda, tempestades ciclônicas e tempestades ciclônicas severas. No entanto, uma mudança foi feita em 1988 para introduzir a categoria "tempestade ciclônica severa com núcleo de ventos de furacão" para ciclones tropicais, com velocidades de vento superiores a 64 nós (120 km/h). Durante 1999, foram introduzidas as categorias Tempestade Ciclônica Muito Severa e Tempestade Super Ciclônica, enquanto a categoria de tempestade ciclônica severa com um núcleo de ventos de furacão foi eliminada. Durante o ano de 2015 ocorreu outra modificação na escala de intensidade, com o IMD chamando um sistema com velocidades máximas sustentadas do vento de 3 minutos entre 90 nós (170 km/h)-119 nós (220 km/h): uma tempestade ciclônica extremamente severa.
O Joint Typhoon Warning Center dos Estados Unidos também monitora a bacia e emite alertas sobre ciclones tropicais significativos em nome do governo dos Estados Unidos, também atribuindo a eles "números TC" como em todas as outras bacias acima (embora de maneira não oficial para esta e as bacias subsequentes; ciclones originários do Mar da Arábia recebem o sufixo "A", enquanto aqueles na Baía de Bengala obter o sufixo "B"). Esses alertas usam uma velocidade de vento sustentada de 1 minuto e podem ser comparados à escala de vento de furacão Saffir-Simpson, no entanto, independentemente da intensidade nesta bacia, o JTWC rotula todos os sistemas como ciclones tropicais com números TC (opcionalmente anexados com nomes internacionais ou marcadores entre parênteses, como feito para tufões acima).